# اگوداگودا
اگوداگودا (به لاتین: Egodagoda) یک منطقهٔ مسکونی در سری‌لانکا است که در استان جنوبی (سری‌لانکا) واقع شده‌است.